# Body of Proof
Body of Proof ou Dre Hunt : Body of Proof au Québec (Body of Proof) est une série télévisée américaine en 42 épisodes de 42 minutes créée par Chris Murphey et diffusée entre le 29 mars 2011 et le 28 mai 2013 sur le réseau ABC et en simultané au Canada sur Citytv.
En Belgique, la série est diffusée depuis le 8 novembre 2011 sur RTL-TVI et en France, les deux premières saisons à partir du 8 décembre 2011 sur Canal+ et les trois premières saisons ont été diffusées entre le 14 mars 2013 et le 4 juillet 2013 sur M6 puis rediffusée à partir du 23 février 2014 sur W9 ainsi que dès le 11 novembre 2014 sur Série Club, et au Québec depuis le 7 février 2012 sur Séries+. La série est rediffusée sur Chérie 25 depuis novembre 2021.

## Synopsis
Le Dr Megan Hunt est une femme médecin légiste talentueuse qui exerce à Philadelphie. Sûre d'elle-même et de ses compétences professionnelles, personnage au caractère trempé, il lui est difficile de faire des concessions. Elle se heurte régulièrement aux équipes d'enquêteurs de la police et à son chef, mais son binôme, Peter Dunlop, plus posé, sert d'intermédiaire et l'amène peu à peu à mieux prendre en considération la sensibilité des autres.
Au fil des épisodes, le téléspectateur découvre les failles du personnage, notamment l'accident de voiture qui l'empêche de pouvoir opérer et la mort d'une de ses patientes sur la table d'opération : la culpabilité qui s'est ensuivie l'a conduite à abandonner son poste de neurochirurgienne. Ce changement l'amène à repenser sa vie : les exigences de son métier et son peu d'engagement au quotidien l'ont éloignée de sa fille dont elle a perdu la garde au moment du divorce. Ses anciennes relations se sont détournées d'elle et elle entretient des relations conflictuelles avec sa propre mère.
La série est centrée sur une enquête par épisode, résolue grâce à un aller-retour permanent entre le travail d'enquête sur le terrain, les interrogatoires de témoins et de suspects et les examens du corps. Le tout est couplé avec une narration qui permet d'avancer d'épisode en épisode sur la dimension personnelle des personnages, leurs interactions et leur parcours.

## Distribution

### Acteurs principaux
- Dana Delany (VF : Marine Jolivet) : Dr Megan Hunt
- Jeri Ryan (VF : Malvina Germain) : Dr Kate Murphy
- Nicholas Bishop (VF : Boris Rehlinger) : Peter Dunlop (saisons 1-2)
- John Carroll Lynch (VF : Marc Alfos) : lieutenant Bud Morris (saisons 1-2)
- Sonja Sohn (VF : Laëtitia Lefebvre) : lieutenant Samantha Baker (saisons 1-2)
- Mary Matilyn Mouser (VF : Camille Timmerman) : Lacey Fleming, fille de Megan
- Geoffrey Arend (VF : Philippe Bozo) : Dr Ethan Gross
- Windell D. Middlebrooks (VF : Jean-Paul Pitolin) : Dr Curtis Brumfield
- Mark Valley (VF : Xavier Fagnon) : lieutenant Tommy Sullivan (saison 3)
- Elyes Gabel (VF : Rémi Bichet) : lieutenant Adam Lucas (saison 3)

### Acteurs récurrents
- Joanna Cassidy (VF : Pauline Larrieu) : le juge Joan Hunt, mère de Megan
- Jeffrey Nordling (VF : Michel Dodane) : Todd Fleming, ex-mari de Megan (saisons 1-2)
- Luke Perry (VF : Lionel Tua) : Dr Charlie Stafford (saisons 2-3)
- Cliff Curtis (VF : Mathieu Buscatto) : agent spécial du FBI Derek Ames (saison 2)
- Jamie Bamber (VF : Mathias Kozlowski) : Aiden Wells, compagnon de Megan (saison 2)
- Nathalie Kelley (VF : Olivia Luccioni) : le coroner Dani Alvarez (saison 2)
- Marisa Ramirez (VF : Magali Barney) : Officier Riley Dunn (saison 3)
- Richard Burgi (VF : Bernard Lanneau) : Dan Russell (saison 3)
- Lorraine Toussaint (VF : Maïk Darah) : Angela Martin (saison 3)
- Henry Ian Cusick (VF : Bruno Choël) : Dr Trent Marsh (saison 3)

### Invités
Saison 1
- - Joseph Sikora (VF : Alexandre Gillet) : Tom Hanson (épisode 1, saison 1)
  - Sam Robards (VF : Bernard Lanneau) : Bradford Paige (épisode 1, saison 1)
  - Barry Shabaka Henley (VF : Benoît Allemane) : Al Chapman (épisode 2, saison 1)
  - Brian J. White (VF : Serge Faliu) : Brian Hall (épisode 2, saison 1)
  - Sherri Saum (VF : Dorothée Jemma) : Nina Wheeler (épisode 2, saison 1)
  - Yaya DaCosta (VF : Ingrid Donnadieu) : Holly Bennett (épisode 3, saison 1)
  - Zach McGowan (VF : Serge Thiriet) : Vincent Stone (épisode 3, saison 1)
  - Tony Plana : Armando Rosas (épisode 3, saison 1)
  - Meta Golding (VF : Géraldine Asselin) : Nancy Follett (épisode 5, saison 1)
  - Christina Hendricks (VF : Julie Turin) : Karen et Jessica Archer (épisode 5, saison 1)
  - Milena Govich : Mindy Harbison (épisode 5, saison 1)
  - Neal Bledsoe (VF : Cédric Dumond) : Stephen Burkett (épisode 6, saison 1)
  - Diane Guerrero : Sara Gonzales (épisode 8, saison 1)
  - John Magaro (VF : Hervé Grull) : Chuck Foster (épisode 8, saison 1)

Saison 2
- - Joelle Carter (VF : Virginie Kartner) : Andrea Davidson (épisode 1, saison 2)
  - Richard Cabral : Jorge (épisode 2, saison 2)
  - Jessica Tuck (VF : Emmanuèle Bondeville) : Alexandra Loeb (épisode 2, saison 2)
  - Slaine (VF : Gilles Morvan) : Kevin Roban (épisode 3, saison 2)
  - Justina Machado : Emily Burrows (épisode 4, saison 2)
  - Marianne Muellerleile (VF : Josiane Pinson) : Mary Vranich (épisode 4, saison 2)
  - Kathleen York (VF : Virginie Méry) : Jill Bennett (épisode 4, saison 2)
  - Terry Serpico (VF : Jérôme Pauwels) : Ray Easton (épisode 5, saison 2)
  - Aaron Tveit (VF : Jonathan Amram) : Skip (épisode 5, saison 2)
  - Crystal Bowersox (VF : Dorothée Pousséo) : Zoe Brant (épisode 6, saison 2)
  - T.V. Carpio (VF : Jessica Monceau) : Jinx (épisode 7, saison 2)
  - Jay O. Sanders (VF : José Luccioni) : Harvey Brady (épisode 7, saison 2)
  - Brianna Brown (VF : Karine Foviau) : Molly Anderson (épisode 8, saison 2)
  - Christopher Cousins (VF : Guy Chapellier) : Dr David Cryer (épisode 8, saison 2)
  - Dana Davis (VF : Fily Keita) : Dora Mason (épisode 9, saison 2)
  - Brendan Hines (VF : Jean-Pierre Michaël) : Marc Freston (épisode 11, saison 2)
  - Lisa Howard (VF : Julie Dumas) : l’épouse de Léonard (épisode 11, saison 2)
  - Pedro Pascal (VF : Olivier Augrond) : Zack Goffman (épisode 11, saison 2)
  - Brett Cullen (VF : Guy Chapellier) : Capitaine Perkins (épisode 12, saison 2)
  - Mark Rolston (VF : Hervé Jolly) : Inspecteur Charlie Meeks (épisode 12, saison 2)
  - Marcia Gay Harden (VF : Véronique Augereau) : Sheila Temple (épisode 13, saison 2)
  - Robert Picardo : Henry Pedroni (épisode 14, saison 2)
  - Patrick Fischler (VF : Daniel Lafourcade) : Joey Jablonsky (épisode 15, saison 2)
  - Sean Kingston (VF : Jean-Michel Vaubien) : Marley (épisode 15, saison 2)
  - Khandi Alexander (VF : Annie Milon) : Beverly Travers (épisode 15 et 17, saison 2)
  - Jason Beghe (VF : Jean-Jacques Nervest) : Harvey Brand (épisode 15, saison 2)
  - Cody Christian : Greg Lux (épisode 16, saison 2)
  - Steven Culp (VF : Georges Caudron) : Éric Greyson (épisode 17, saison 2)
  - Dean Norris (VF : Jean-François Aupied) : S.A.C. Brendan Johnson (épisodes 18 et 19, saison 2)
  - Nick Stahl (VF : Alexis Victor) : Marcel Trevino (épisodes 18 et 19, saison 2)
  - Justin Welborn (VF : Emmanuel Karsen) : Jacob Mount (épisodes 18 et 19)
  - Devon Graye (VF : Alexis Tomassian) : Jack Gordon (épisode 20)
  - Lindsey Shaw (VF : Karine Foviau) : Sophia Polley (épisode 20, saison 2)
  - Peter Stormare (VF : François Siener) : Wilson Polley (épisode 20, saison 2)
  - James Urbaniak (VF : Thierry Ragueneau) : Daniel Grubstick (épisode 20, saison 2)

Saison 3
- - Michael B. Silver (VF : Maurice Decoster) : Dr Harvey Wallace (épisode 1, saison 3)
  - Erin Cahill : Charlotte Tilney (épisode 1, saison 3)
  - Annie Wersching : Yvonne Kurtz (épisode 1 et 2, saison 3)
  - Shawn Hatosy (VF : Alexis Tomassian) : Karl Simmons (épisode 1 et 2, saison 3)
  - Jennifer Stone (VF : Ethel Houbiers) : Hannah Banks (épisode 3, saison 3)
  - Tim DeKay (VF : Pierre Tessier) : Caleb Banks (épisode 3, saison 3)
  - Michael Nouri (VF : Guy Chapellier) : Daniel Russo (épisode 4, saison 3)
  - Derek Webster (VF : Daniel Njo Lobé) : Michael Avery (épisode 4, saison 3)
  - Rosa Salazar (VF : Kelly Marot) : Ramona Delgado (épisode 5, saison 3)
  - Betsy Brandt (VF : Véronique Augereau) : Susan Hart (épisode 5, saison 3)
  - Natasha Alam : Tatyana (épisode 6, saison 3)
  - Anya Monzikova : Ivanka (épisode 6, saison 3)
  - Ivan Sergei (VF : Adrien Antoine) : Sergei Damanov (épisode 6, saison 3)
  - Dennis Boutsikaris (VF : Nicolas Marié) : John Anderson (épisode 9, saison 3)
  - Robyn Lively : Ruth Olsson (épisode 9, saison 3)
  - Christopher McDonald (VF : Bernard Métraux) : Gerry Roberts (épisode 9, saison 3)
  - Brooklyn Sudano (VF : Géraldine Asselin) : l’analyste du FBI (épisode 9, saison 3)
  - Craig Bierko (VF : Jean-Philippe Puymartin) : Dr Derrick Malcolm (épisode 10, saison 3)
  - Sharon Lawrence (VF : Céline Monsarrat) : Julia Stone (épisode 10, saison 3)
  - Sarah Jane Morris : Pamela Jacks (épisode 11, saison 3)
  - Chris Johnson (VF : Mathias Kozlowski) : Alex Jacks (épisode 11, saison 3)
  - Alan Dale : Emmett Harrington (épisode 12, saison 3)
  - Kenneth Mitchell (VF : Alexis Victor) : Robert Riley (épisode 12, saison 3)
  - Jonathan Banks (VF : Féodor Atkine) : Glenn Fitz (épisode 13, saison 3)

Version française
- Société de doublage : Dubbing Brothers
- Direction artistique : José Luccioni
- Adaptation des dialogues : Jonathan Amram

 Source et légende : version française (VF) sur RS Doublage  et sur Doublage Séries Database.

## Production

### Développement
À la mi-janvier 2010, ABC commande le pilote sous le titre Body of Evidence.
Le casting a débuté à la fin février, dans cet ordre : John Carroll Lynch, Windell D. Middlebrooks et Geoffrey Arend, Dana Delany, Jeri Ryan, Nicholas Bishop et Sonja Sohn.
Après le casting original, la série adopte son titre actuel, puis à la mi-mai 2010, ABC commande la série, et quatre jours plus tard lui assigne la case du vendredi à 21 h à l'automne, mais sans lui assigner une date de diffusion. À la fin novembre 2010, après avoir réduit la série Detroit 1-8-7 à 18 épisodes, ABC décide de placer Body à la conclusion de Détroit, dans sa case du mardi à 22 h à la fin mars, puis ABC décide au début février 2011 de lui donner un boost en diffusant le deuxième épisode le dimanche suivant, immédiatement après un nouvel épisode de Desperate Housewives.
Entre-temps, d'autres pays européens ont commencé à diffuser les treize épisodes produits, en janvier et février 2011, selon les chaînes, par souci de contrer le piratage : en Italie sur la chaîne Fox Life Italia, en Espagne sur Cuatro et Fox, et en Hongrie sur Story4.
Le 13 mai 2011, la série a été renouvelée pour une deuxième saison de treize épisodes, plus les quatre épisodes non-diffusés de la première saison. En novembre 2011, ABC commande trois épisodes supplémentaires totalisant ainsi vingt épisodes.
Le 11 mai 2012, la série a été renouvelée pour une troisième saison de treize épisodes.
Au début juin, John Carroll Lynch puis Nicholas Bishop et Sonja Sohn quittent la série. Ils seront remplacés à la fin juillet par Mark Valley et Elyes Gabel.
Le 10 mai 2013, ABC a annulé la série après trois saisons. La série pourrait connaître une quatrième saison, si elle est rachetée par une chaîne telle que TNT, USA Network ou WGN America. Cependant, le 23 mai, ABC confirme que la série ne sera pas reprise par une chaîne du câble après négociations.

### Tournage
La première saison est tournée dans la ville de Providence à Rhode Island, aux États-Unis.
À partir de la saison 2, pour des raisons de coût, la production a déménagé à Los Angeles.
L'hôpital dans lequel l'équipe exerce s'appelle le Philadelphia County Medical Center dans la série. Le building tout en verre avec un grand balcon représentant l'hôpital (ainsi que le plan d'eau au premier plan et les trois bâtiments rouges, deux à gauche et un à l'arrière droit) se trouve en réalité à Providence, où il se nomme en réalité le GTECH CENTER et se situe au 10 Memorial Boulevard. Les bâtiments sont ajoutés à l'image en post-production dans la ville de Philadelphie, avec en arrière-plan les One Liberty Place et Two Liberty Place, les deux célèbres gratte-ciels de Philadelphie pour faire penser que la série s'y déroule. Les plans séquences sur le bâtiment au cours de la série sont toujours les mêmes, avec des vues de jour et de nuit, pour d'évidentes raisons de coût de production.

### Fiche technique
Sauf indication contraire, les informations mentionnées dans cette section peuvent être confirmées par la base de données cinématographiques IMDb,  présente dans la section « Liens externes ».
- Titre français et original : Body of Proof
- titre québécois : Dre Hunt : Body of Proof
- Créateur : Chris Murphey
- Réalisation : Nelson McCormick et Christine Moore
- Scénario : Christopher Murphey
- Décors : Steven Wolff
- Costumes : Roberta Haze
- Photographie : Patrick Cady
- Montage : Jennifer Pulver, Randy Jon Morgan et Lynne Willigham
- Musique : Daniel Licht
- Casting : Rosalie Joseph et Gayle Pillsbury
- Direction artistique : Jeremy Woodward, E. David Cosier et Gina B. Cranham
- Production : Jim Klever-Weis, Bryan Oh ; Diane Ademu-John et Sam Humphrey (superviseur)
  - Production exécutive : Matthew Gross, Christopher Murphey, Sunil Nayar ; Andrew Dettmann, Richard Heus, Paul Gadd, Corey D. Miller (coproduction exécutive)
- Société de production : Matthew Gross Entertainment, ABC Studios et Gross Entertainment
- Société de distribution (télévision) : American Broadcasting Company (États-Unis), Citytv (Canada), Alibi (Royaume-Uni)
- Format : Couleur - 1,78 : 1 - Son Dolby Digital
- Pays d'origine :  États-Unis
- Langue originale : Anglais
- Genre : Policière, dramatique, médicale
- Durée : 42 minutes
- Version française réalisée par :
  - Société de doublage : Dubbing Brothers
  - Direction artistique : José Luccioni
  - Adaptation des dialogues : Myriam Mounard et Jonathan Amram

 Source et légende : version française (VF) sur RS Doublage

### Diffusion internationale
En version originale
- États-Unis : depuis le 29 mars 2011 sur ABC
- Canada : depuis le 29 mars 2011 sur Citytv
- Royaume-Uni : depuis le [Quand ?] sur Alibi

En version française
- Belgique : depuis le 8 novembre 2011 sur RTL-TVI[3]
- France : depuis le 8 décembre 2011 sur Canal+[4] et du 14 mars 2013 au 4 juillet 2013 sur M6 puis rediffusée à partir du 23 février 2014 sur W9. Depuis novembre 2021 sur Chérie 25
- Québec : depuis le 7 février 2012 sur Séries+
- Suisse : depuis le 2 mars 2012 sur RTS Un

Autres versions
- Espagne : sur Fox
- Bulgarie : depuis le 17 mars 2011 sur Fox Crime
- Inde : depuis le 8 avril 2011 sur Zee Café
- Australie : depuis le 8 août 2011 sur Seven Network
- Allemagne : depuis le 24 août 2011 sur ProSieben
- Pologne : depuis le 23 février 2011 sur Fox Life HD
- Slovénie : depuis le 13 décembre 2011 sur POP TV
- Afrique du Sud : depuis le 8 décembre 2011 sur M-Net
- Norvège : depuis le 1er janvier 2012 sur TVNorge
- Finlande : depuis le 21 décembre 2011 sur Nelonen
- Lettonie : depuis le 21 février 2012 sur Fox Life
- Hong Kong : depuis le 22 février 2011 sur TVB Pearl
- Irlande : depuis le 10 mars 2012 sur RTÉ1
- Lettonie : depuis le 21 février 2012 sur Fox Life
- Brésil : depuis le 10 janvier 2013 sur Rede Globo
- Albanie : depuis le 25 avril 2013 sur AS
- Japon : depuis le 6 juin 2012 sur WOWOW
- Russie : depuis le 7 février 2011 sur Channel One
- Italie : depuis le 25 janvier 2011 sur pay TV

## Épisodes

### Première saison (2011)
Attention, certains épisodes ont bénéficié de titres francophones différents lors de leurs diffusions sur M6 et en Belgique. Ils sont indiqués en second et en troisième le cas échéant.
1. Une affaire contagieuse / Corps et Âmes / La Preuve par le corps (Pilot)
2. Trop-plein d'amour / Je l'aimais tant / Lâcher prise (Letting Go)
3. La Main tendue / Une main tendue (Helping Hand)
4. En plusieurs morceaux / Puzzle macabre (Talking Heads)
5. Vieille Rancune / Trop jeunes pour mourir / Condamné (Dead Man Walking)
6. Fashion victime (Society Hill)
7. Conflit familial / Portrait de famille / Des secrets bien gardés (All in the Family)
8. Des secrets bien gardés / Secrets enfouis (Buried Secrets)
9. Détournement de dons / La Mort en héritage (Broken Home)

### Deuxième saison (2011-2012)
Elle a été diffusée à partir du 20 septembre 2011 sur ABC, aux États-Unis.
Attention, certains épisodes ont bénéficié de titres francophones différents lors de leurs diffusions sur M6. Ils sont indiqués en second le cas échéant.
1. Des voisins de rêve / Un quartier bien tranquille (Love Thy Neighbor)
2. Partie de chasse / Partie en chasse (Hunting Party)
3. Disparition inquiétante / L'Enfant perdu (Missing)
4. Le Ressuscité (Lazarus Man)
5. Mauvais Timing / L'Origine du mal (Point of Origin)
6. Secondes Chances / Le Cheval de bataille (Second Chances)
7. Petites Contrariétés / Un coup au cœur (Hard Knocks)
8. Les Morsures de l'amour (Love Bites)
9. Cours d'anatomie / Anatomie d'un meurtre (Gross Anatomy)
10. Ticket gagnant / Un ticket pour l'enfer (Your Number's Up)
11. Belle à en mourir / La Mariée était en rouge (Falling for You)
12. L'habit ne fait pas le flic / Requiem pour un flic (Shades of Blue)
13. Mère indigne / Le Temple de la justice (Sympathy for the Devil)
14. De sang-froid (Cold Blooded)
15. Conscience professionnelle / Les Risques du métier (Occupational Hazards)
16. Violation de domicile / Maltraitance (Home Invasion)
17. Identité / Une véritable tragédie (Identity)
18. Peur sur la ville / Virus (partie 1) (Going Viral, Part 1)
19. Peur sur la ville / Virus (partie 2) (Going Viral, Part 2)
20. Jeux d'esprits / Sur la piste du monstre (Mind Games)

### Troisième saison (2013)
Elle a été diffusée à partir du 19 février 2013 sur ABC, aux États-Unis.
1. Mortelles retrouvailles - Partie 1 (Abducted - Part 1)
2. Mortelles retrouvailles - Partie 2 (Abducted - Part 2)
3. Les Possédées (Lost Souls)
4. De père en fils (Mob Mentality)
5. La Loi du Talion (Eye for An Eye)
6. Matriochka (Fallen Angel)
7. La Rage au corps (Skin and Bones)
8. Sans l'ombre d'un doute (Doubting Tommy)
9. L'Illusionniste (Disappearing Act)
10. Psychose (Committed)
11. Blackout (Dark City)
12. Erreur judiciaire (Breakout)
13. Passé, présent, futur (Daddy Issues)

## Univers de la série

### Personnages principaux
- Dr Megan Hunt : Megan Hunt est un brillant neurochirurgien. Elle a dû mettre fin à sa carrière à la suite d'un accident de voiture. Celui-ci lui a valu la perte de sa famille et celle de son travail. Elle se réinvente comme médecin légiste à Philadelphie où elle travaille avec la police. Maintenant, elle utilise ses vastes connaissances médicales et ses instincts d'investigation pour résoudre les mystères médicaux de la mort. Très douée mais utilisant des méthodes peu orthodoxes, elle est difficile à contrôler. Dans l'épisode 12 de la saison 3, on peut découvrir son adresse postale : 2900 N. 14th St. Philadelphie
- Peter Dunlop : Expert médico-légal qui travaille en collaboration avec le Dr Hunt. Il travaillait dans la police, mais un jour, après s'être pris une balle, et fait de la rééducation, il se rend compte qu'il aime la médecine. Il trouve que travailler en tant qu'expert médico-légal est un bon compromis. Il a 3 sœurs et a été adopté. La recherche de ses origines est la toile de fond de plusieurs épisodes. Il meurt poignardé dans le dernier épisode de la saison 2.
- Dr Kate Murphy : Est la responsable du laboratoire. Son caractère est très semblable à celui de Megan Hunt, d'où une rivalité permanente entre les deux personnages, surtout quand Kate a une liaison avec l'ancien mari de Megan. Sa spécificité est cependant d'être beaucoup plus à l'aise avec les volets politique et public de son métier et leurs incidences sur sa carrière.
- Détective Bud Morris : Au cours de ses enquêtes sur des meurtres, l'inspecteur est amené à travailler avec le docteur Hunt malgré le peu d'attirance qu'il ressent pour son caractère et ses méthodes. Râleur et peu souriant, ses relations tendues avec le docteur sont un des ressorts de l'intrigue, chacun essayant de prouver à l'autre sa supériorité professionnelle. Dès le premier épisode de la saison 3, il quitte la police pour aller s'occuper de sa femme et de son enfant.
- Détective Samantha Baker : Le lieutenant qui travaille en binôme avec Bud Morris. Personnage dynamique et posé, son caractère tempère les excès de son partenaire. Dès le premier épisode de la saison 3, elle est transférée dans une autre ville.
- Dr Ethan Gross : Collègue du Dr Hunt.
- Dr Curtis Brumfield : est le Directeur Adjoint de Kate Murphy et sera nommé à sa place durant une courte période. Ce personnage apporte une des rares touches humoristiques de la série, par son physique imposant, sa maladresse et ses fanfaronnades.
- (coroner) Dani Alvarez : fut pendant la saison 2, la compagne de Peter Dunlop. Elle est renversée par une voiture dans le double épisode Peur sur la ville (ou Virus) de la saison 2.

### Personnages récurrents
- Todd Fleming, ex-mari de Megan. Il a une brève liaison avec Kate, la supérieure de celle-ci, mais elle finit par rompre.
- Lacey Fleming, fille de Megan. Elle a du mal à voir sa mère s'immiscer de nouveau dans sa vie mais finit par l'accepter pour la plus grande joie de cette dernière. Elle souffre d'un diabète de type 1.
- Le Juge Joan Hunt, mère de Megan. Elle a avec sa fille des relations plutôt tendues même si elle essaye d'entrer dans la vie de sa fille, comme Megan l'a fait avec Lacey. Megan lui en veut pour le suicide de son père car la juge ne veut pas qu'elle autopsie son propre père, pensant que cela lui ferait plus de mal que de bien.
- Agent spécial du FBI Derek Ames. Il a une très, très courte, liaison avec Megan.
- Aiden Wells, petit-ami de Megan. Il a éprouvé des sentiments pour elle dès la première fois qu'il l'a vue, quand, alors qu'elle n'était pas encore divorcée, elle l'avait engagé comme paysagiste pour la piscine. C'est grâce à Joan et Lacey s'ils se sont revus, cinq ans après leur première rencontre.

## Audiences
| Saison | Saison | Nombre d'épisodes | Horaire US | Diffusion aux États-Unis | Diffusion aux États-Unis | Audiences (en millions) | Audiences (en millions) | Audiences (en millions) |
| Saison | Saison | Nombre d'épisodes | Horaire US | Début de saison          | Fin de saison            | Première                | Finale                  | Moyenne                 |
| ------ | ------ | ----------------- | ---------- | ------------------------ | ------------------------ | ----------------------- | ----------------------- | ----------------------- |
|        | 1      | 9                 | Mardi 22 h | 29 mars 2011             | 17 mai 2011              | 13.94                   | 10.33                   | 10.95                   |
|        | 2      | 20                | Mardi 22 h | 20 septembre 2011        | 10 avril 2012            | 9.65                    | 10.05                   | 8.6                     |
|        | 3      | 13                | Mardi 22 h | 19 février 2013          | 28 mai 2013              | 6.75                    |                         |                         |

## Clins d'œil
Dans le premier épisode de la deuxième saison, l'action se déroule dans un quartier résidentiel et implique l'ensemble des habitants, rappelant Wisteria Lane… ce que le Dr Hunt ne manque pas de remarquer (long plan « regard circulaire ») concluant par une allusion appuyée…: « Avant, je vivais dans un quartier comme celui-là… un endroit où il ne faut jamais se fier aux apparences… »
À la fin de l'épisode, elle « mouche » son assistant en lui disant « T'as pas les épaules pour combler une ménagère désespérée… Tu peux me croire sur parole… » « Ménagère désespérée » se disant Desperate Housewives en anglais.